# Procissão da cavalaria

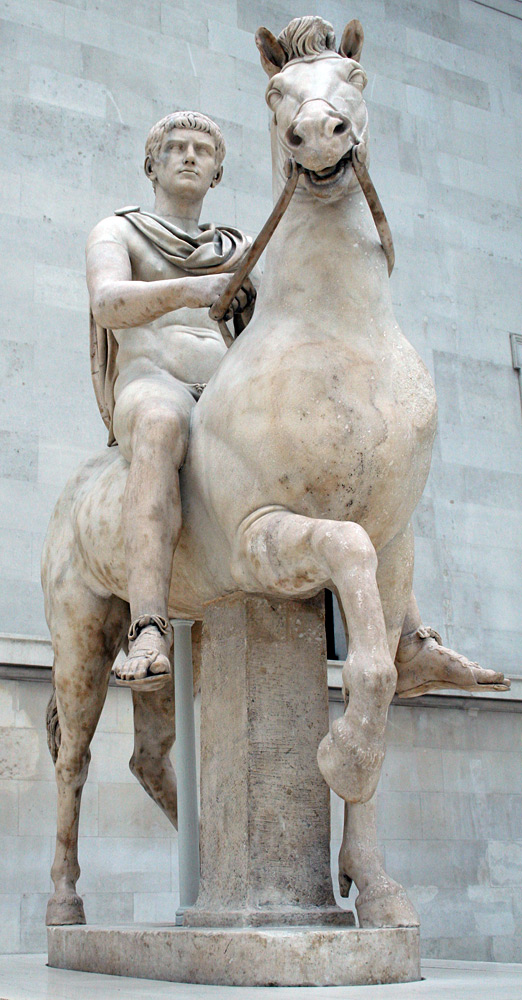
Jovem romano sobre um cavalo. Possivelmente um membro da dinastia júlio-claudiana

procissão da cavalaria (em latim: transvectio equitum), na Roma Antiga, era uma parada de jovens membros (iuventus) da classe equestre (equites) que ocorria anualmente em 15 de julho. Teria sido institucionalizada em 304 a.C. pelo censores daquele ano como forma de celebrar a ajuda prestada aos romanos pelos Dióscuros durante a batalha do Lago Regilo contra os latinos. Ela iniciava-se no Templo de Marte da Via Ápia e marchava até o Templo de Júpiter Ótimo Máximo, no monte Capitolino. No meio do percurso a procissão parava em frente ao Templo de Castor e Pólux para realização de sacrifícios.

## Organização
A cerimônia ocorreu anualmente no dia 15 de julho. Segundo Dionísio de Halicarnasso, os jovens equestres romanos, trajando a toga trábea e montando seus cavalos, se reuniam diante do Templo de Marte da Via Ápia, c. 2 quilômetros fora da Porta Capena. Os censores, então, passavam entre os cavaleiros em revista (recognitio/probatio equitum) e orientavam a procissão através de Roma. Eles seguiam a Via Ápia através da Porta Capena e então rumavam ao monte Capitolino. Segundo Tito Lívio, eles paravam e realizavam sacrifícios no Templo de Castor e Pólux, no Fórum Romano, antes de continuar para o Templo de Júpiter Ótimo Máximo, no Capitólio.
Durante o Império Romano, após a reorganização realizada pelo imperador Augusto (r. 27 a.C.–14 d.C.), os cavaleiros eram divididos em seis turmas (esquadrões) conduzidos cada um por um séviro das turmas de cavaleiros romanos (sevir turmae equitum Romanorum), cargo honorífico ocupado por Caio e Lúcio César sob Augusto e por Adriano em 94. Em sua restauração por Augusto, o percurso da procissão parece ter sido modificado para que os cavaleiros atravessassem o Templo de Marte Vingador no recém-construído Fórum de Augusto, embora o caminho sempre levou para o Capitólio.
Segundo a Evidência epigráfica existente, alguns dos equestres que participaram desse rito eram muito jovens. Segundo John Pollini, um relevo esculpido em Como, na Itália, provavelmente descreve essa procissão. Para Zinon Papakonstantinou, é provável que houvesse uma ligação estreita entre a procissão da cavalaria e o Jogo de Troia (Lusus Troiae).

## História

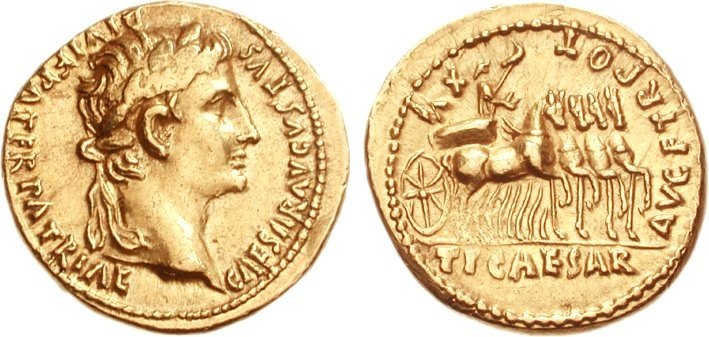
Áureo de Augusto r.

A para teria sido instituída pelos censores de 304 a.C., incluindo Quinto Fábio Máximo Ruliano afim de celebrar a vitória na batalha do Lago Regilo e a intervenção, do lado romano, dos Dióscuros. Fontes posteriores alegaram que a procissão, no momento de sua instituição, teria partido do Templo da Honra e Virtude, próximo a Porta Capena, uma afirmação reconhecida como improvável Samuel Ball Platner devido o conflito entre a data do relato e a fundação do edifício. Seja como for, em 230 a.C., o censor Quinto Fábio Máximo Verrucoso realizou a procissão partindo do Templo da Virtude e Honra. A cerimônia foi organizada durante décadas, porém gradualmente perdeu importância a ponto de desaparecer. Sua celebração, contudo, seria posteriormente retomada por Augusto.